# Bruno Röhr
Bruno Röhr (* 27. Juni 1875 in Weimar; † 15. Juni 1926 ebenda) war ein deutscher Architekt.

## Leben
Während seines Studiums in Karlsruhe wurde Röhr 1893 Mitglied der Burschenschaft Arminia Karlsruhe. Um 1900 kehrte er nach Weimar zurück und machte sich bald als Architekt selbständig.
Unter der Leitung von Henry van de Velde wurde Röhr für den zweiten Bauabschnitt des Hauptgebäudes der Weimarer Kunstschule herangezogen, der 1911 vollendet wurde. Der Vertrag Röhrs mit dem Hofmarschallamt über diesen Erweiterungsbau befindet sich im Thüringischen Hauptstaatsarchiv Weimar.
Seine Bauten lassen den Einfluss der Reformarchitektur und später des Bauhauses bzw. des Neuen Bauens erkennen. Am deutlichsten ist es in der Helmholtzstraße, wo er allein dort vier Villen errichtete. Das sind die Helmholtzstraße 1, 6, 12, 12a, 14 und 15.
Bruno Röhr war Mitglied im Deutschen Werkbund und im Thüringischen Architekten- und Ingenieur-Verein.
Der Architekt Carl Bimboes war in den 1920er Jahren zeitweilig als Mitarbeiter in Röhrs Büro tätig.
Bruno Röhrs Grab befindet sich auf dem Historischen Friedhof Weimar.

## Bauten und Entwürfe (Auswahl)

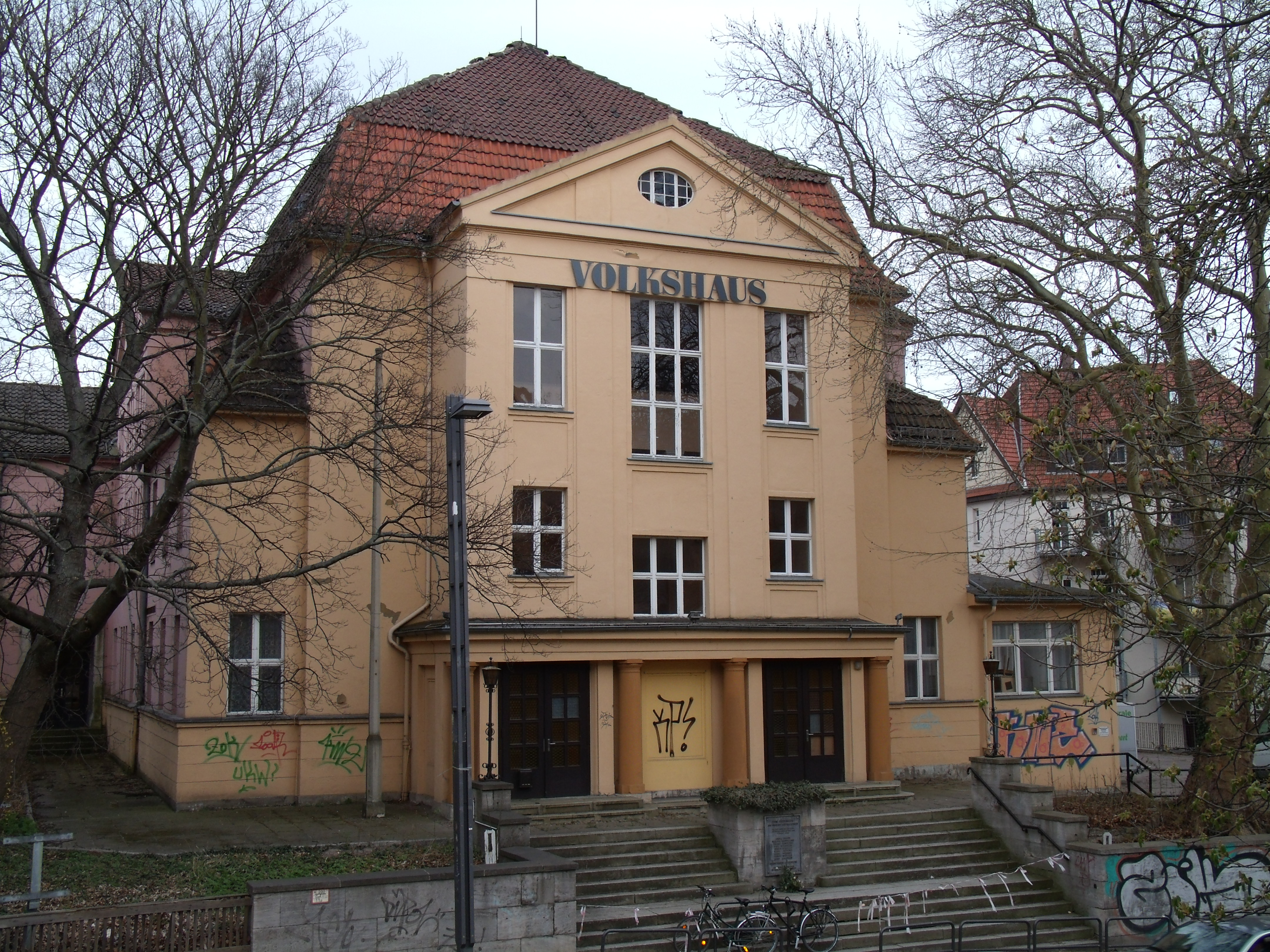
Volkshaus Weimar (2015)

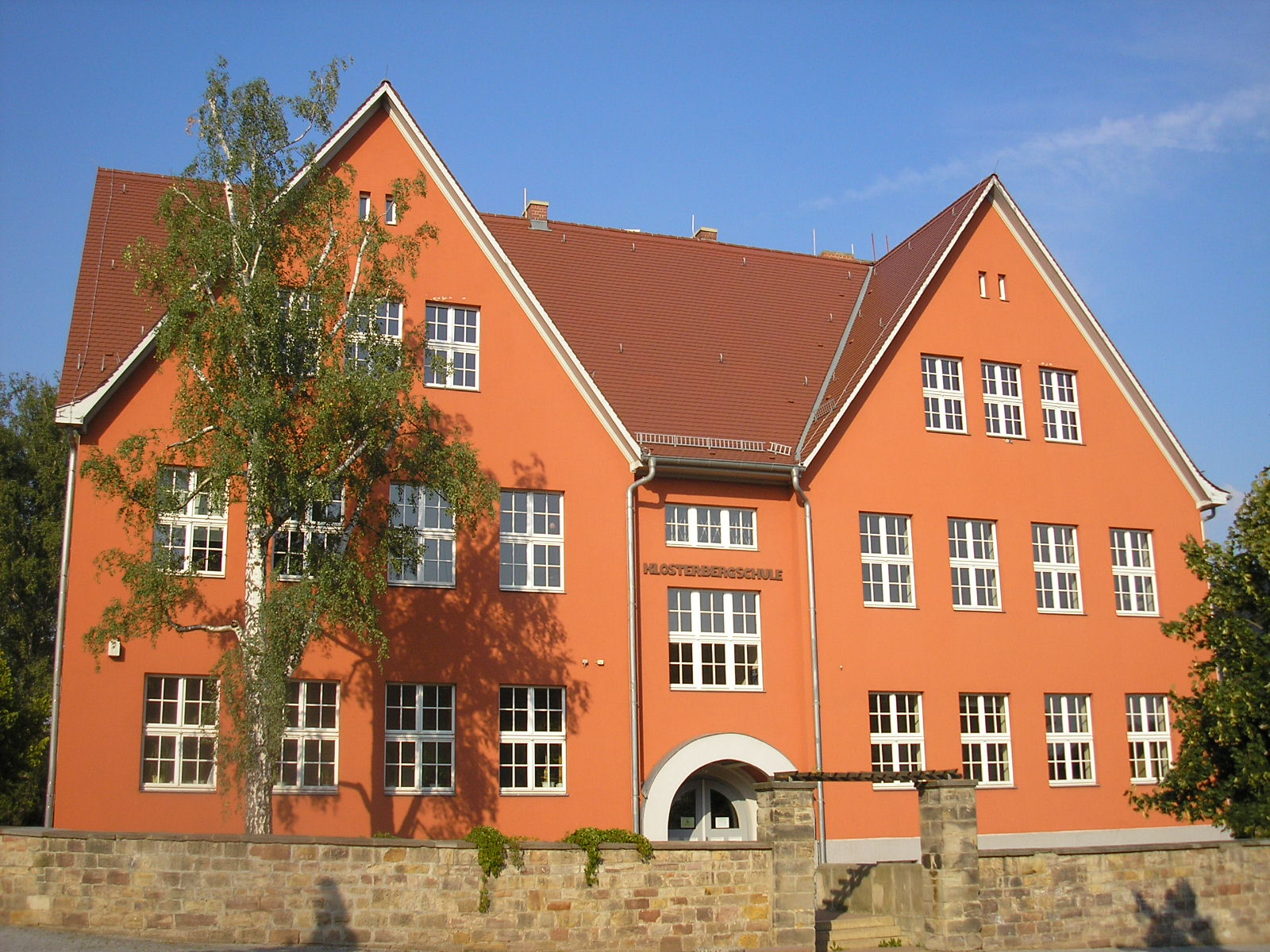
Klosterbergschule in Bad Berka (2007)

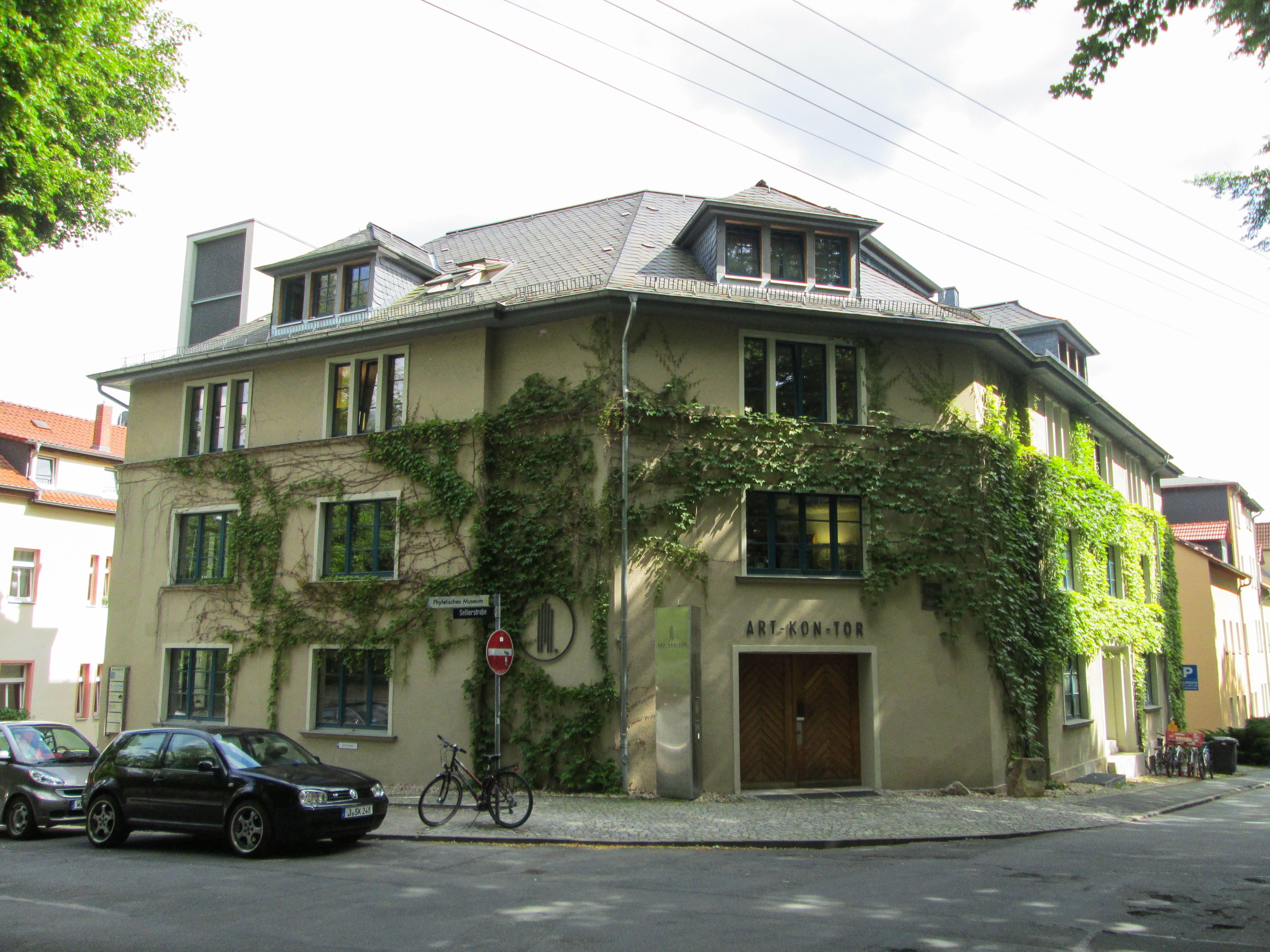
Gebäude des Gustav-Fischer-Verlags in Jena (2014)

- 1904/05: Villa Elisabethstraße 6, heute Helmholtzstraße 6
- 1904/05: Villa Elisabethstraße 12, 12a, heute Helmholtzstraße 12, 12a.
- 1905/06: Mehrfamilienwohnhaus Elisabethstraße 1, heute Helmholtzstraße 1
- 1906: Kaufhaus Lämmerhirt in Weimar, Frauenplan 19 (1961 abgebrochen)[10][11]
- 1907/08 Villa Elisabethstraße 14, heute Helmholtzstraße 14
- 1907/08: Volkshaus in Weimar (unter Denkmalschutz)
- vor 1908: Mehrfamilienwohnhäuser Buchfarter Straße 15 und 19/21, heute Rudolf-Breitscheid-Straße 15 und 19/21 in Weimar[12]
- vor 1908: Wohnhaus-Paar Elisabethstraße 2/2a, (nicht erhalten)[13]
- vor 1908: Atelierhaus für den Maler Ludwig von Hofmann in Weimar, Elisabethstraße 2, heute Helmholtzstraße 4 (als Gartenhaus im hinteren Grundstücksteil)[14]
- vor 1908: Wohnhaus mit Atelier für den Maler Wilhelm Gallhof (1878–1918) in Weimar (unter Entwurfs-Beteiligung Gallhof's)[15] Elisabethstraße 13
- vor 1908: Wohnhaus für den Gutsbesitzer Heydenreich in Oberweimar, Martin-Luther-Straße 8, genannt „Altes Herrenhaus“ (unter Denkmalschutz)[16]
- 1908/09: Villa Elisabethstraße 15, heute Helmholtzstraße 15
- 1909–1910: Klosterbergschule in Bad Berka (unter Denkmalschutz)[17]
- 1911: Kaufhaus Sachs & Berlowitz in Weimar, Schillerstraße 17
- 1912–1913: Verlagshaus mit Papierlager des Gustav-Fischer-Verlags in Jena, Hainstraße 1
- 1912–1913: Geschäftshaus der Sparkasse in Weimar, Graben 4[18]
- 1925/1926: Wettbewerbsentwurf für die Stadthalle in Weimar (gemeinsam mit Karl Pfeiffer; nicht ausgeführt)[19]
- 1926: Umspannwerk für die Thüringische Landeselektrizitätsversorgungs-AG in Jena-Nord[20]